# Nowosilci
Nowosilci (ukr. Новосільці, dawniej Polaki) – wieś na Ukrainie, w rejonie jaworowskim (do 2020 roku w rejonie mościskim) obwodu lwowskiego.

## Historia
Dawniej grupa domów wsi Bortiatyn w powiecie mościskim.